# Liga Națională de hochei 2021-2022
Sezonul Ligii Naționale 2021-2022 a fost al 92-lea sezon al Ligii Naționale de hochei. Liga a constat într-o singură divizie cu opt echipe. 
Campionatul s-a desfășurat după următorul sistem: cele 8 echipe au jucat un sezon regulat, fiecare cu fiecare tur-retur etape duble. Apoi s-au disputat meciuri de clasament.

## Echipele sezonului 2021-2022
| Club                         |
| ---------------------------- |
| Corona Brașov                |
| CSM Galați                   |
| Gyergyoi                     |
| CSHC Fenestela 68            |
| HSC Csíkszereda              |
| Sapientia U23                |
| Sportul Studențesc București |
| Steaua București             |

## Patinoare
| Echipă                              | Patinoarul                     | Oraș           | Capacitate |
| ----------------------------------- | ------------------------------ | -------------- | ---------- |
| Corona Brașov, Steaua București     | Brașov                         | Brașov         | 2,000      |
| Sapientia U23                       | Cârța                          | Sândominic     | 1,000      |
| CSM Galați                          | Galați                         | Galați         | 5,000      |
| Gheorgheni                          | Gyergyószentmiklósi Műjégpálya | Gheorgheni     | 1,480      |
| HSC Csíkszereda, Sportul Studențesc | Lajos Vákár                    | Miercurea Ciuc | 4,000      |
| CSHC Fenestela 68                   | Deme László                    | Târgu Secuiesc | 550        |

## Finala mare
| | Scor final |                                                                           | 1   | 2   | 3   |
| HSC Csíkszereda                                                                                     | 4-3        | ACSH Gheorgheni                                                           | 0-2 | 3-0 | 1-1 |
| Szilard Rokaly (33:39) Evgheni Skacikov (34:05) Balazs Szabolcs Peter (36:18) Tihamer Becze (58:57) |            | Patrik Imre (01:47) Christopher Bodo (17:45) Robert Ferencz Csibi (41:24) |     |     |     |

## Meciul pentru locul 5
|                   | Scor final |                  | 1   | 2   | 3   |
| CSHC Fenestela 68 | 5-2        | Steaua București | 2-0 | 1-2 | 2-0 |